# Sóftbol en los Juegos Olímpicos
El sóftbol fue uno de los deportes disputados en los Juegos Olímpicos de verano. El torneo era organizado por el Comité Olímpico Internacional y la Federación Internacional de Sóftbol.
El torneo, que es únicamente femenino, se disputó desde los Juegos Olímpicos de Atlanta 1996. Durante la Sesión 117 del Comité Olímpico Internacional, realizada el 11 de julio de 2005, el béisbol, junto al sóftbol, fueron excluidos del programa para los Juegos Olímpicos de Londres 2012, siendo su última edición en la olimpiada de Pekín 2008, hasta su regreso en Tokio 2020.

## Resultados
| Año          | Sede              |                | Medalla de oro | Final Resultado | Medalla de plata |     | Medalla de bronce | Resultado | Cuarto lugar |
| 1996 Detalle | Atlanta, EE. UU.  | Estados Unidos | 3:1            | China           | Australia        | 2:4 | Japón             |           |              |
| 2000 Detalle | Sídney, Australia | Estados Unidos | 2:1            | Japón           | Australia        | 0:1 | China             |           |              |
| 2004 Detalle | Atenas, Grecia    | Estados Unidos | 5:1            | Australia       | Japón            | 1:0 | China             |           |              |
| 2008 Detalle | Pekín, China      | Japón          | 3:1            | Estados Unidos  | Australia        | 5:3 | Canadá            |           |              |
| 2020 Detalle | Tokio, Japón      |                | Japón          | 2:0             | Estados Unidos   |     | Canadá            | 3:2       | México       |

## Medallero
Los equipos aparecen de acuerdo a los criterios del Comité Olímpico Internacional.
| Núm. | País           | Oro | Plata | Bronce | Total |
| ---- | -------------- | --- | ----- | ------ | ----- |
| 1    | Estados Unidos | 3   | 2     | 0      | 5     |
| 2    | Japón          | 2   | 1     | 1      | 4     |
| 3    | Australia      | 0   | 1     | 3      | 4     |
| 4    | China          | 0   | 1     | 0      | 1     |
| 5    | Canadá         | 0   | 0     | 1      | 1     |

## Naciones participantes
| Nation                        | 1996 | 2000 | 2004 | 2008 | 2020 | Apariciones |
| ----------------------------- | ---- | ---- | ---- | ---- | ---- | ----------- |
| Australia (AUS)               | 3    | 3    | 2    | 3    | 5    | 5           |
| Canadá (CAN)                  | 5    | 8    | 5    | 4    | 3    | 5           |
| República Popular China (CHN) | 2    | 4    | 4    | 5    | –    | 4           |
| China Taipéi (TPE)            | 6    | –    | 6    | 6    | –    | 3           |
| Cuba (CUB)                    | –    | 7    | –    | –    | –    | 1           |
| Grecia (GRE)                  | –    | –    | 7    | –    | –    | 1           |
| Japón (JPN)                   | 4    | 2    | 3    | 1    | 1    | 5           |
| Italia (ITA)                  | –    | 5    | 8    | –    | 6    | 3           |
| México (MEX)                  | –    | –    | –    | –    | 4    | 1           |
| Países Bajos (NED)            | 7    | –    | –    | 8    | –    | 2           |
| Nueva Zelanda (NZL)           | –    | 6    | –    | –    | –    | 1           |
| Puerto Rico (PUR)             | 8    | –    | –    | –    | –    | 1           |
| Estados Unidos (USA)          | 1    | 1    | 1    | 2    | 2    | 5           |
| Venezuela (VEN)               | –    | –    | –    | 7    | –    | 1           |
| Total Nations                 | 8    | 8    | 8    | 8    | 6    |             |